# Socket 563
Socket 563 – gniazdo procesora typu micro PGA pod procesory o niskim poborze mocy (16 W i 25 W TDP) – procesory Athlon XP-M (modele 8 i 10). Gniazdo to zazwyczaj można znaleźć w laptopach które wymagają małej mocy obliczeniowej.
Istnieją też płyty główne do komputerów stacjonarnych wyposażone w Socket 563 – (M863G Ver3).